# Margareta Perevoznic
Margareta Perevoznic (ur. 10 września 1936 w Czerniowcach) – rumuńska szachistka, mistrzyni międzynarodowa od 1965 roku.
Urodziła się w mieście Cernăuți, w 1936 r. należącym do Rumunii, obecnie – Ukrainy. Jej ojciec był Rumunem, a matka – Polką. W 1940 r., po wkroczeniu Armii Czerwonej, została oddzielona od rodziny i umieszczona w sierocińcu, skąd po pewnym czasie do rodziny w Rumunii wywiozła ją babcia. Z ojcem, zesłanym na Syberię, nie spotkała się już nigdy, natomiast matka powróciła do domu po kilkuletnim pobycie w areszcie w Irkucku.

## Kariera szachowa
Grę w szachy poznała w połowie lat 50. W ciągu kilku lat awansowała do ścisłej czołówki rumuńskich szachistek, trzykrotnie zdobywając medale w finałach indywidualnych mistrzostw kraju, w latach 1960 (brązowy), 1961 (srebrny) i 1962 (złoty). W 1962 r. zajęła I miejsce w rozegranych w Grudziądzu międzynarodowych mistrzostwach Polski kobiet. W 1963 i 1966 r. dwukrotnie uczestniczyła w szachowych olimpiadach, największy sukces odnosząc w 1966 r. w Oberhausen, gdzie rumuńskie szachistki zdobyły srebrne medale. W 1966 r. podzieliła również IV-V miejsce (za Waltraud Nowarrą, Alexandrą Nicolau i Wenką Asenową, wspólnie z Elisabetą Polihroniade) w rozegranym w Warnie turnieju strefowym i w 1967 r. wystąpiła w turnieju pretendentek, zajmując w Suboticy XI miejsce (wynik ten wówczas odpowiadał XII miejscu na świecie). W 1975 r. podzieliła II miejsce (za Lidią Mulenko, wspólnie z Évą Karakas) w międzynarodowym turnieju Piotrkowie Trybunalskim.
W drugiej połowie lat 70. była trenerką Ovidiu-Doru Foișora, przygotowując go do startu w mistrzostwach świata juniorów. W 1979 r. wystąpiła w reprezentacji kraju na olimpiadzie korespondencyjnej, zajmując VI miejsce.
Najwyższy ranking w karierze osiągnęła 1 stycznia 1976 r., z wynikiem 2185 punktów zajmowała wówczas dzielone 47-49. miejsce na światowej liście FIDE, jednocześnie zajmując 4. miejsce wśród rumuńskich szachistek. Od 1995 r. nie uczestniczy w turniejach klasyfikowanych przez Międzynarodową Federację Szachową.